# Edingley
Edingley – wieś w Anglii, w hrabstwie Nottinghamshire, w dystrykcie Newark and Sherwood. Leży 18 km na północny wschód od miasta Nottingham i 186 km na północ od Londynu. Miejscowość liczy 390 mieszkańców.